# Кигвин, Ричард
Ричард Кигвин (англ. Richard Keigwin, XVII век, возможно Англия — 21 июня 1690, Бастер) — английский военно-морской офицер и военачальник Ост-Индской компании, известный лидер «Восстания Кигвина» против компании в Бомбее (Мумбаи) в 1683 году.

## Биография
4 мая 1673 года, будучи лейтенантом на борту корабля HMS Assistance, Кейгвин возглавил атаку англичан на удерживаемый голландцами остров Святой Елены в южной части Атлантического океана. Место его высадки до сих пор известно как Скала Кигвина. В 1676 году он отправился в Бомбей как свободный торговец, но вскоре поступил на службу в Ост-Индскую компанию. Он стал комендантом, а в 1679 году отличился в битве против маратхского флота, но его отказ сократить Бомбейский полк и расформировать кавалерию, несмотря на приказы из штаб-квартиры компании в Лондоне, привел к его отзыву.
Кигвин вернулся в Бомбей в звании капитан-лейтенанта и члена руководящего совета компании. Однако продолжающиеся плохие отношения с компанией привели к его окончательному исключению из совета, и в декабре 1683 года он возглавил восстание против правления компании. Почти год он энергично правил Бомбеем от имени короля, но, наконец, в ноябре 1684 года, получив полное прощение для себя и своих последователей, он сдал остров-город компании по приказу короля. Он вернулся в Англию в 1685 году. Будучи командующим офицером HMS Assistance, он был убит во время руководства атакой на Бастер, Сент-Китс, на Подветренных островах.